# Liste der Kulturdenkmäler in Flacht
In der Liste der Kulturdenkmäler in Flacht sind alle Kulturdenkmäler der rheinland-pfälzischen Ortsgemeinde Flacht aufgeführt. Grundlage ist die Denkmalliste des Landes Rheinland-Pfalz (Stand: 8. Dezember 2023).

## Denkmalzonen
| Bezeichnung                    | Lage                   | Baujahr | Beschreibung                                                                    | Bild                           |
| ------------------------------ | ---------------------- | ------- | ------------------------------------------------------------------------------- | ------------------------------ |
| Denkmalzone Jüdischer Friedhof | südlich des Ortes Lage | 1921    | 1921 angelegtes Wiesengelände mit elf Gräbern und Grabsteinen von 1925 bis 1936 | weitere Bilder Fotos hochladen |

## Einzeldenkmäler
| Bezeichnung              | Lage                               | Baujahr                            | Beschreibung | Bild                           |
| ------------------------ | ---------------------------------- | ---------------------------------- | --- | ------------------------------ |
| Bahnhof Flacht           | Bahnhofstraße 30 Lage              | zweite Hälfte des 19. Jahrhunderts | Bahnhof der Aartalbahn, heute Gaststätte; spätklassizistischer Putzbau, zweite Hälfte des 19. Jahrhunderts        | weitere Bilder Fotos hochladen |
| Evangelische Pfarrkirche | Hauptstraße Lage                   | um 1200                            | romanischer Westturm, um 1200, 1838 verändert, Schiff um 1700, wohl gotischer Chorschluss                         | weitere Bilder Fotos hochladen |
| Denkmal                  | Hauptstraße, auf dem Friedhof Lage | 1831                               | Denkmal zur Anlage des Friedhofs, urnenbekrönter Obelisk, Basalt, 1831                                            | Fotos hochladen                |
| Evangelisches Pfarrhaus  | Hauptstraße 13 Lage                |                                    | spätbarocker Fachwerkbau, verputzt                                                                                | Fotos hochladen                |
| Wohnhaus                 | Hauptstraße 21 Lage                | 18. Jahrhundert                    | Wohnhaus einer Hofanlage; Fachwerkhaus, teilweise massiv, verputzt, Krüppelwalmdach, wohl aus dem 18. Jahrhundert | Fotos hochladen                |